# Gitarrenstütze

Gitarrenstütze

Die  Gitarrenstütze (auch: Spielstütze) ist ein Hilfsmittel, das häufig beim klassischen Gitarrenspiel eingesetzt wird. 

## Funktion
Die Gitarrenstütze ist eine Haltungshilfe, die die häufig benutzte Fußbank entbehrlich macht. Die Gitarrenstütze bringt den Gitarrenhals auf der Greifhandseite in eine erhöhte Position. Auf diese Weise kann die Greifhand ergonomisch günstig auf den Gitarrenhals zugreifen. 
Im Unterschied zur Fußbank halten beim Spiel mit einer Gitarrenstütze beide Füße den Kontakt zum Boden.
Ergonomische Nachteile der Fußbankhaltung wie zum Beispiel der damit einhergehende Beckenschiefstand, die Verdrehung oder Neigung des Oberkörpers in Richtung der Greifhand und die Einengung des Zwerchfells durch das hochgestellte Bein sind mit einer Gitarrenstütze vermeidbar.

## Technik
Es sind verschiedene Systeme zu unterscheiden, mit deren Hilfe die Gitarrenstütze an der Gitarre angebracht wird:
1. SaugnäpfeBeim Saugnapfprinzip wird die Gitarrenstütze mit Hilfe von Saugnäpfen an der Zarge der Gitarre fixiert.
2. ZargenklemmenBeim Klemmprinzip geschieht die Fixierung mittels einer Klemmvorrichtung, die an verschiedene Zargenbreiten angepasst werden kann.
3. KlettfixierungBei der Klettfixierung wird ein Klettband an der Zarge fixiert, damit kann die Spielstütze leicht angebracht und wieder entfernt werden.
Die Größe der Stütze sollte dem Körpermaß des Spielers angepasst sein. Dafür gibt es verschiedene Modellvarianten. Neben den fixierten Spielstützen werden auch Stützkissen angeboten.
Von den Spielstützen zu unterscheiden sind Spielständer, die das Instrument so fixieren, dass im Stehen gespielt werden kann. Eine Mischform ist das historische Tripodison des Gitarristen Dionisio Aguado.                                                                                                      